# Cabrillanes
Cabrillanes (leóni nyelven Cabrichanes) település Spanyolországban, León tartományban. Lakosainak száma 707 fő (2024).

## Földrajza
Cabrillanes San Emiliano, Murias de Paredes, Villablino és Somiedo községekkel határos.

## Népesség
A település lakosságának változását az alábbi diagram mutatja:
| Lakosok száma | 1130 | 1000 | 1019 | 984  | 905  | 855  | 779  | 759  | 713  | 707  |
|               | 2001 | 2004 | 2007 | 2009 | 2012 | 2014 | 2017 | 2019 | 2022 | 2024 |